# Demografia del País Valencià
La demografia del País Valencià considera que el País Valencià és, amb 5.058.138 habitants (INE 2021), la quarta comunitat autònoma de l'estat espanyol per població, i representa l'11% de la població estatal. La seua població es troba molt desigualment distribuïda, concentrada en la franja costanera, i presenta una densitat de població mitjana de 210,1 hab./km². Presenta un fort creixement demogràfic des de la dècada de 1960; un 15,0% de la seua població és de nacionalitat estrangera (INE 2007).

## Distribució de la població

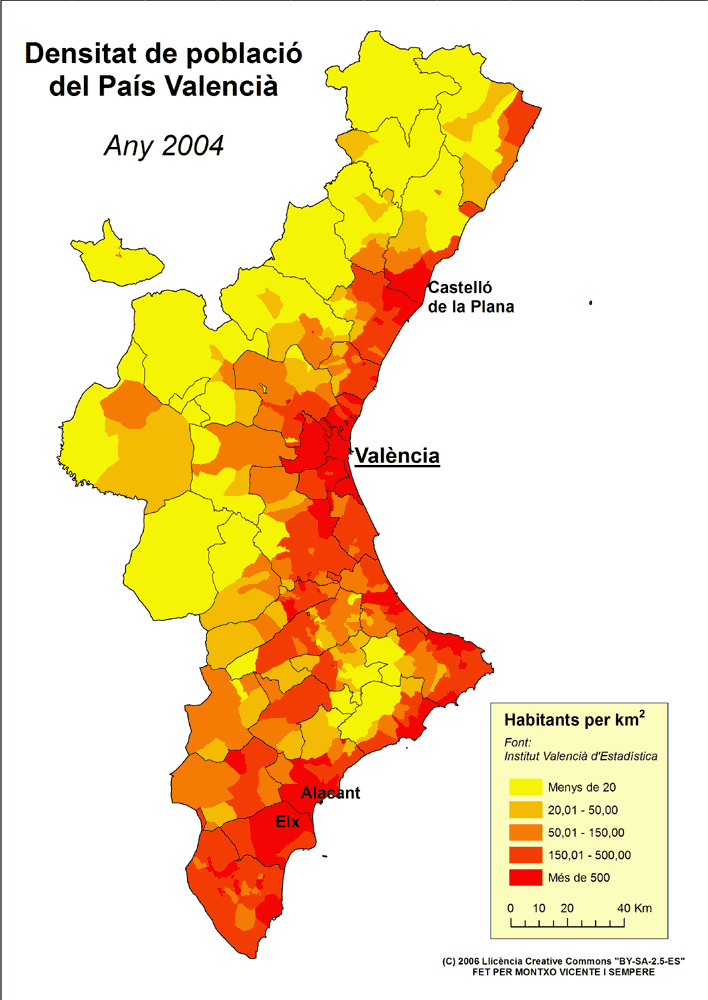
Densitat de població del País Valencià per municipis (2004)

La població valenciana tradicionalment s'ha concentrat en localitats i zones de cultiu a la riba dels rius més importants (Xúquer, Túria, Segura, Vinalopó), així com en poblacions costaneres importants amb ports, segons les activitats agrícoles o comercials. Les poblacions més importants solien ser, més antigament, Sagunt o Dénia, durant gran part de la seua història, València, Alacant, Xàtiva, Villena, Oriola, Elx, Gandia, o Vila-real i, més recentment, Alzira i Castelló de la Plana.
D'aquesta distribució tradicional, originada per les característiques orogràfiques del territori valencià i la possibilitat de l'agricultura de regadiu, es deriva que, encara, actualment la densitat de població és major a les zones centrals i del sud, i menor a les zones del nord i de l'interior. També afectà la demografia (i és probablement l'excepció a la mencionada distribució) la gran activitat industrial o de productes derivats de l'agricultura, durant el segle xx en ciutats no costaneres com Alcoi, Ontinyent, Elda-Petrer, Villena, i La Vall d'Uixó.
Als últims anys, s'ha accentuat la concentració a les grans capitals i les localitats de les àrees metropolitanes (principalment les dues majors, l'àrea metropolitana de València i la d'Alacant-Elx) i, molt especialment, en pobles i ciutats costaners. Així, poblacions tradicionalment menudes (com per exemple: Benidorm o Torrevella) han patit un increment poblacional molt considerable (encara més remarcable durant les èpoques càlides de l'any) sobretot per les migracions estacionals generades pel turisme.
Es podria dir, per tant, que la demografia valenciana és hui dia majoritàriament urbana, amb gran influència de les migracions turístiques i migracions estacionals de segona residència, i amb una evident tendència de desplaçament cap a les poblacions costaneres.

### Principals municipis
Els municipis més poblats del País Valencià amb més de 30.000 habitants són els següents:
| 1a  | València                | 789.744 | 16a | Alzira         | 44.865 |
| 2a  | Alacant                 | 337.304 | 17a | Mislata        | 44.320 |
| 3a  | Elx                     | 234.205 | 18a | Dénia          | 42.953 |
| 4a  | Castelló de la Plana    | 172.589 | 19a | Burjassot      | 38.712 |
| 5a  | Torrent                 | 84.025  | 20a | Ontinyent      | 35.946 |
| 6a  | Torrevella              | 82.842  | 21a | Borriana       | 34.903 |
| 7a  | Oriola                  | 78.940  | 22a | La Vila Joiosa | 34.684 |
| 8a  | Gandia                  | 75.950  | 23a | Santa Pola     | 34.148 |
| 9a  | Paterna                 | 71.361  | 24a | Villena        | 34.025 |
| 10a | Benidorm                | 69.118  | 25a | Petrer         | 34.009 |
| 11a | Sagunt                  | 67.043  | 26a | Aldaia         | 32.313 |
| 12a | Alcoi                   | 59.125  | 27a | La Vall d'Uixó | 31.549 |
| 13a | Sant Vicent del Raspeig | 58.912  | 28a | Manises        | 31.287 |
| 14a | Elda                    | 52.551  | 29a | Xirivella      | 30.208 |
| 15a | Vila-real               | 51.130  | 30º | Crevillent     | 29.717 |

Destaquen, amb molta distància, els municipis de València, Alacant, Elx i Castelló de la Plana com a grans ciutats amb més de 100.000 habitants cadascun. Al seu torn, d'estes quatre ciutats, la capital valenciana té més habitants que la suma de les altres tres grans ciutats.

### Principals àrees metropolitanes
Principals àrees metropolitanes del País Valencià, amb nombre d'habitants a INE 2008:
- Àrea metropolitana de València: tercera àrea metropolitana estatal. 1.774.350 hab.
- Àrea metropolitana d'Alacant-Elx: àrea metropolitana bipolar, gravitant al voltant de l'aglomeració d'Alacant i de la d'Elx. 760.431 hab.
- Àrea metropolitana de la Plana: 309.420 hab.

### Distribució per províncies
| València      | 2.578.719 | 239,59 | 50,39% | 5,47%  |
| Alacant       | 1.934.127 | 332,55 | 37,80% | 4,12%  |
| Castelló      | 604.344   | 91,12  | 11,81% | 1,28%  |
| País Valencià | 5.117.190 | 219,81 | 100%   | 10,87% |

La província més densament poblada és la d'Alacant, tot i que com que és la de menor extensió, n'és superada en població absoluta per la de València.

## Evolució de la població
| Població    | 55.631    | 99.159    | 1.246.485 | 1.459.465 | 1.587.533 | 1.704.127 | 1.745.514 | 1.896.738 | 2.176.670 | 2.307.068 |
| Percentatge | -         | -         | 8,06%     | 8,31%     | 8,53%     | 8,52%     | 8,16%     | 8,01%     | 8,37%     | 8,20%     |
|             | 1960      | 1970      | 1981      | 1991      | 1996      | 2001      | 2006      | 2007      | 2016      |           |
| Població    | 2.480.879 | 3.073.255 | 3.646.765 | 3.923.841 | 4.009.329 | 4.202.608 | 4.806.908 | 4.885.029 | 4.959.968 |           |
| Percentatge | 8,11%     | 9,05%     | 9,66%     | 9,95%     | 10,11%    | 10,22%    | 10,75%    | 10,81%    | 10,67%    |           |

## Natalitat i mortalitat
| Creixement vegetatiu (2006)                                              | 3,0‰      | 2,5‰      |
| Taxa de natalitat (2006)                                                 | 11,2‰     | 11,0‰     |
| Taxa de mortalitat (2006)                                                | 8,2‰      | 8,4‰      |
| Taxa de mortalitat infantil (2006)                                       | 3,2‰      | 3,5‰      |
| Taxa global de fecunditat (2006) [Nascuts per mil dones de 15 a 49 anys] | 43,8‰     | 43,0‰     |
| Nombre mitjà de fills per dona (2006)                                    | 1,4       | 1,4       |
| Edat mitjana a la maternitat (2006)                                      | 30,8 anys | 30,9 anys |
| Esperança de vida total (2005)                                           | 79,6 anys | 80,2 anys |
| Esperança de vida dones (2005)                                           | 82,7 anys | 83,5 anys |
| Esperança de vida homes (2005)                                           | 77,0 anys | 80,2 anys |

## Població estrangera
El 15,0% de la població és de nacionalitat estrangera (INE 2007), front a un 10,0% de mitjana en el conjunt estatal. El País Valencià és, després de les Illes Balears, la segona comunitat de l'estat amb major percentatge d'immigrants. Baixant al nivell provincial, la d'Alacant és la província estatal amb major percentatge d'estrangers (un 21,5% sobre el total poblacional), la de Castelló la quarta (un 15,4%) i la de València la catorzena (un 10,1%).
En primera i segona línia de costa de la província d'Alacant hi ha un gran nombre de residents del nord d'Europa, (principalment del Regne Unit, seguit d'alemanys, neerlandesos, belgues i escandinaus); en diverses localitats d'aquesta zona hi ha, de fet, un nombre més gran d'estrangers censats que de nadius. En la província de Castelló hi ha una de les comunitats de romanesos més importants de l'estat. En la resta del País Valencià predomina la immigració sud-americana.